# Contea di Tarrafal de São Nicolau
La contea di Tarrafal de São Nicolau è una contea di Capo Verde, situata sull'isola di São Nicolau con 5 237 abitanti al censimento del 2010.
È stata istituita nel 2005, insieme alla contea di Ribeira Brava, per scissione dalla defunta contea di São Nicolau. Prende il nome dal suo capoluogo, Tarrafal de São Nicolau. Il governo della contea si è insediato il 3 agosto 2005.
Oltre al capoluogo, la contea comprende altri insediamenti, fra cui Baixo Roche, Berril, Carvoeiro, Covada, Hortelã, Jalunga, Morro Brás, Praia Branca.